# Grabenland
Het Grabenland is een gebied in de gemeente Sermersooq en Nationaal park Noordoost-Groenland in het oosten van Groenland. Het gebied maakt deel uit van het fjordencomplex van het Nordvestfjord.

## Geografie
Het gebied wordt in het noorden begrensd door het Vinduegletsjer en de Eielsongletsjer, in het oosten door het Rypefjord en in het zuiden door het Harefjord. Aan de overzijde ligt in het noordoosten het Th. Sørensenland, in het oosten het Renland en in het zuidoosten het Milneland.